# 斯特里德布肯山
斯特里德布肯山，是南極洲的山峰，位於毛德皇后地的瑪塔公主海岸，處於默特普拉森峰西南面1.9公里，挪威製圖師根據探險隊的測量和拍攝的空中照片繪入地圖，現時由南極條約體系管理。
72°48′S 3°13′W / 72.800°S 3.217°W